# Baiyinhua
Baiyinhua (kinesiska: 白音花) är en köping i Kina. Den ligger i den autonoma regionen Inre Mongoliet, i den norra delen av landet, omkring 850 kilometer öster om regionhuvudstaden Hohhot.
Genomsnittlig årsnederbörd är 690 millimeter. Den regnigaste månaden är juli, med i genomsnitt 160 mm nederbörd, och den torraste är januari, med 4 mm nederbörd.